# Bastos (Fußballspieler)
Bastos (* 23. November 1991 in Luanda; bürgerlich Bartolomeu Jacinto Quissanga) ist ein angolanischer Fußballspieler. Der Innenverteidiger steht bei Botafogo FR in Brasilien unter Vertrag und gehört von 2011 bis 2021 zum Kader der angolanischen A-Nationalmannschaft. Er ist der erste und einzige Afrikaner, der die Lateinamerikanische Copa Libertadores gewinnen konnte.

## Karriere

### Verein
Bastos begann seine Karriere bei Atlético Petróleos Luanda. 2013 wechselte er nach Russland zum FK Rostow, für den er im Juli 2013 in der Premjer-Liga debütierte. Nach vier Jahren bei Lazio Rom in der Serie A wechselte er 2020 zum Al-Ain FC nach Saudi-Arabien.
Nach einer Leihe zu seinem früheren Verein FK Rostow wechselte er innerhalb Saudi-Arabiens zu Al-Ahli.
Im Sommer 2023 wechselte er zu Botafogo FR nach Brasilien. Eineinhalb Jahre später gewann Bastos mit dem Verein die Copa Libertadores 2024. Er wurde der zum ersten Afrikanischen Sieger des Lateinamerikanischen Wettbewerbs. Anfang Dezember 2024 schloss sich der Gewinn der Série A 2024 an.
In der folgenden Saison kämpfte er jedoch mit einer Verletzung am linken Knie. Der Angolaner spürte sie erstmals im Februar im Spiel gegen Nova Iguaçu, noch in der Campeonato Carioca.
Nach der Verletzung reiste er mit Botafogo zur Klub-Weltmeisterschaft in die USA. Aufgrund mangelnder Fitness saß Bastos auf der Bank, und noch vor dem Ende der Teilnahme des Teams an der Meisterschaft verspürte er Schmerzen und kehrte zur Behandlung nach Brasilien zurück.
Anfang Juli bestätigte Botafogo die Notwendigkeit einer Operation an seinem linken Knie und gewährte ihm eine dreimonatige Erholungsphase. Mit Zustimmung des Vereins unterzog sich Bastos in Italien einer Operation bei Dr. Tiago Carminati.

### Nationalmannschaft
Bastos wurde 2011 erstmals für die A-Nationalmannschaft Angolas nominiert. Sein Debüt gab er im August 2011 im Testspiel gegen Liberia.

## Erfolge
Lazio Rom
- Italienischer Supercupsieger: 2017, 2019
- Italienischer Pokalsieger: 2019

Botafogo
- Copa Libertadores: 2024
- Campeonato Brasileiro de Futebol: 2024

Auszeichnungen
- Bola de Prata: Auswahlmannschaft Série A 2024[9]
- Prêmio Craque do Brasileirão: Auswahlmannschaft Série A 2024[10]